# Loamneș (gmina)
Loamneș – gmina w Rumunii, w okręgu Sybin. Obejmuje miejscowości Alămor, Armeni, Hașag, Loamneș, Mândra i Sădinca. W 2011 roku liczyła 2997 mieszkańców.